# Ингвилд Флугстад Йостберг
Ингвилд Флугстад Йостберг (на норвежки: Ragnhild Haga; род. 9 ноември 1990) е норвежка ски бегачка, двукратна олимпийска шампионка в отборния спринт от Сочи 2014 и в щафетата 4 по 5 км от Пьонгчанг 2018, носителка на сребърен медал в личния спринт от Сочи 2014, многократна победителка и призьорка от етапи в Световната купа. Универсална, успешно участва в спринтовите и дългите бягания.

## Биография

### Семейство
Ингвилд Флугстад Йостберг се ражда на 9 ноември 1990 година в южна Норвегия в градчето Йовик. Семейството на Йостберг е прочуто със своите спортни традиции. Бабата на Ингвилд – Валборг Йостберг – печели вторият женски Биркебейнеренет (маратон с дължина 54 км) през 1977 година. Това състезание по-късно три пъти е спечелено и от нейната майка – Марте Флугстад (1989, 1997 и 2002 години). Бащата – Хелги Йостберг, братът – Ейвинд – също сериозно са се занимавали със ски бягане.

### Кариера

#### Начало
Ингвилд стартира професионалната си кариера в началото на 2007 година, като взема участие за Скандинавската купа (58-о място в масовия старт).
Первите сериозни успехи в кариерата на норвежката са на младежкия световен шампионат през 2008. Провежда нелош спринт (11-о място), после става 2-ра на 5 км, 4-та в масовия старт и 1-ва в състава на Норвегия в щаафетата на 4x3.3 км.
Дебютът и в Световната купа е на 5 март 2008 година. В спринта в норвежкия Драмен Ингвилд не успява да премине квалификацията, заемаща 31-вото място.

## Успехи
Олимпийски игри:
- Шампион (2): 2014, 2018
  -  Бронзов медал (1): 2018

Световно първенство:
- Шампион (1): 2015

Световно първенство за младежи и девойки:
- Шампион (7): 2008, 2009, 2010
  -  Сребърен медал (3): 2008, 2010

### Олимпийски игри
| Олимпиада      | Спринт | Отборно спринт | 10 км разделен старт | 7,5+7,5 км 30 км | 30 км масов-старт | Щафета 4 × 5 км |
| -------------- | ------ | -------------- | -------------------- | ---------------- | ----------------- | --------------- |
| 2014 Сочи      | 2      | 1              | –                    | –                | –                 | -               |
| 2018 Пьонгчанг | 17     | –              | 7                    | 11               | 4                 | 1               |